# Ashi Tshering Yangdon Wangchuck
Ashi Tshering Yangdon Wangchuck, född 21 juni 1959, drottning av Bhutan, fjärde dottern av Dasho Yab Ugyen Dorji och Yum Thuiji Zam, gift med Jigme Singye Wangchuck, kung av Bhutan. Hon är mor till:
- Druk Gyalpo Jigme Khesar Namgyel Wangchuck
- Ashi Dechen Yangzom Wangchuck
- Gyaltshab Jigme Dorji Wangchuck